# جاستن.تي في
جاستن.تي في كان موقعًا إلكترونيًا أنشأه جاستن كان، وإيميت شير، ومايكل سيبيل، وكايل فوجت في 2007. سمح الموقع لأي شخص بان يبث أي فيديو بثًا حيًا. أُطلق على حسابات المستخدمين على جاستن.تي في «قنوات»، مثل YouTube، وبث المستخدمون مجموعة كبيرة من المحتوى المرئي الحي الذي حضروه بأنفسهم وأُطلق عليه «البث».

## وصلات خارجية
- الموقع الرسمي